# Ethelberto de Kent
Ethelberto, Adalberto o Etelberto, conocido como el Santo (Æthelberht, Æthelbert, Aethelberht, Aethelbert o Ethelbert en inglés) (c. 560 - 24 de febrero de 616), fue rey de Kent desde alrededor de 580 o 590 hasta su muerte. En su Historia ecclesiastica gentis Anglorum, el monje Beda lista a Ethelberto como el tercer rey en lograr crear un imperio y dominar los otros reinos anglosajones. En la Crónica anglosajona de finales del siglo IX, Ethelberto es presentado como un bretwalda, gobernante de Britania. Fue el primer rey inglés en convertirse al cristianismo, siendo conmemorada su festividad por la Iglesia católica el 24 de febrero.
Ethelberto era hijo de Eormenric, a quien sucedió en el trono, según la Crónica anglosajona. Se casó con Berta (Bertha), hija de Cariberto I, rey del reino franco de París (merovingios), con lo que construyó una alianza con el estado más poderoso de Europa Occidental en aquel tiempo; probablemente el matrimonio tuvo lugar antes de que Ethelberto subiera al trono. La influencia de Bertha podría haber llevado al papa Gregorio Magno a tomar la decisión de enviar desde Roma a Agustín de Canterbury como misionero. Agustín desembarcó en la isla de Thanet, al este de Kent, en 597. Poco después, Ethelberto se convirtió al cristianismo y dio paso a la construcción de iglesias y a la conversión de la población. Ethelberto proporcionó a la Iglesia tierras en Canterbury, en el lugar que se convertiría en la abadía de San Agustín, estableciéndose de este modo una de las bases de lo que finalmente se convertiría en la Iglesia anglicana.
El código de leyes que Ethelberto hizo para Kent es el primer código escrito en cualquier lengua germánica, estableciendo un complejo sistema de multas. Kent era un reino rico con fuertes vínculos con el continente y puede ser que Ethelberto estableciera el control real sobre el comercio. Durante su reinado volvieron a circular monedas por primera vez desde la invasión anglosajona.
Ethelberto fue canonizado por su papel en la cristianización de los anglosajones. Su festividad se celebraba originalmente el 24 de febrero, pero se cambió al día 25 del mismo mes.

## Contexto histórico

Reinos y pueblos presentes en Gran Bretaña en el siglo.

En el siglo V, las incursiones realizadas en Britania por pueblos del continente europeo acabaron en una serie de migraciones. Se sabe que entre los pueblos que llegaron a la isla de Gran Bretaña se encontraban los anglos, los sajones, los jutos y los frisones, existiendo indicios de la llegada de otros grupos. Los invasores ocuparon territorios en el sur y este de Inglaterra, pero sobre finales del siglo V, los habitantes de Britania lograron detener el avance anglosajón por un periodo de unos cincuenta años, gracias a su victoria en la batalla del Monte Badon. Sin embargo, a principios de los años 550, aproximadamente, los britanos empezaron a perder terreno de nuevo frente a los invasores anglosajones y en 25 años estos ya tenían el control de casi todo el sur de Inglaterra.
Parece ser que los anglosajones conquistaron Kent antes de que se librara la batalla del Monte Badon. Hay documentos y pruebas arqueológicas de que Kent fue colonizado en primer lugar por los jutos, provenientes del sur de la península de Jutlandia. Según una famosa leyenda, dos hermanos, Hengist y Horsa, desembarcaron en el año 449 como mercenarios de un rey britano, Vortigern. Tras una rebelión a causa de la paga y la muerte de Horsa en batalla, Hengist fundó el reino de Kent. Algunos historiadores creen que este relato es en su mayor parte legendario, aunque la historia subyacente sobre la rebelión de una fuerza de mercenarios, en lo fundamental, podría ser cierta. Además, la fecha de fundación del reino de Kent se sitúa en torno a mediados del siglo V, de acuerdo con la leyenda. Las fechas tempranas de la conquista sajona, tan sólo unas pocas décadas después de la marcha de los romanos, hacen suponer que en el reino de Kent, la cultura romana pudo haber sobrevivido más que en las otras áreas.
La invasión anglosajona tuvo que haber contado con la coordinación militar de los distintos grupos invasores y con un líder con autoridad sobre el resto de grupos; ese líder pudo haber sido Aelle de Sussex. Conforme se fueron creando los nuevos estados también fueron apareciendo conflictos entre ellos y el dominio sobre otras naciones llevó a enriquecerse a las más poderosas gracias al cobro de tributos. Un estado más débil podía pedir ayuda y protección a uno más poderoso frente a un tercer estado que le amenazaba. Por eso, la figura del señor feudal representaba un papel central en la política anglosajona y en ese sentido, los reyes eran descritos como señores feudales hasta finales del siglo IX.
Entre las fuentes para este periodo de la historia de Kent se encuentra la Historia ecclesiastica gentis Anglorum, escrita en el año 731 por Beda, un monje de Northumbria. Beda estaba interesado sobre todo en la cristianización de Inglaterra, pero debido a que Ethelberto fue el primer rey anglosajón en convertirse al cristianismo, Beda ofrece más información sustancial sobre él que sobre cualquier rey de esa época. Una de las personas que suministraron información a Beda fue Albinus, abad del monasterio de San Pedro y San Pablo (posteriormente llamada Abadía de San Agustín) en Canterbury. También importante es la Crónica anglosajona, una colección de anales recopilados sobre el año 890 en el reino de Wessex, en la que se mencionan varios acontecimientos ocurridos en Kent durante el reinado de Ethelberto.
Además de estas fuentes, hay una historia de los francos escrita a finales del siglo VI por Gregorio de Tours en la que se mencionan algunos acontecimientos acaecidos en Kent. Esta es la fuente más antigua que ha sobrevivido en la que se hace mención de un reino anglosajón. Algunas de las cartas que han sobrevivido del papa Gregorio Magno relatan la misión de san Agustín a Kent en el año 597; estas proporcionan específicamente información sobre la misión evangelizadora, pero también pueden ser usadas para extraer conclusiones sobre el estado en el que se encontraba Kent y sus relaciones con los territorios vecinos. Otras fuentes incluyen listas reales de los reyes de Kent y fueros de época temprana. Los fueros (charters en inglés) eran documentos redactados para que constara la entrega de tierras por parte de los reyes a sus seguidores o a la Iglesia y son unas de las primeras fuentes documentales en Inglaterra. No han sobrevivido fueros originales del reinado de Ethelberto, pero existen algunas copias posteriores. También ha llegado hasta nuestros días un código de leyes de Ethelberto.

## Abolengo, ascenso al trono y cronología
Según Beda, Ethelberto era descendiente directo de Hengist y presentó el linaje de Ethelberto como "Ethelberto era hijo de Irminric, hijo de Octa, y tras su abuelo Oeric, apellidado Oisc, los reyes del pueblo de Kent fueron comúnmente llamados Oiscingas. El padre de Oeric fue Hengist." Una forma alternativa para esta genealogía, encontrada en la Historia Brittonum entre otros lugares, intercambia las posiciones de Octa y Oisc en el linaje. El primero de estos nombres puede ser situado con bastante seguridad como el padre de Ethelberto, cuyo nombre se suele escribir como Eormenric. La única referencia directa por escrito que se tiene de Eormenric se encuentra en las genealogías de Kent, pero Gregorio de Tours menciona que el padre de Ethelberto fue rey de Kent, aunque no da ninguna fecha. El nombre de Eormenric proporciona un indicio de conexión con el reino de los francos, al otro lado del canal de la Mancha; el elemento "Eormen" era raro en los nombres de la aristocracia anglosajona, pero mucho más común entre los nobles francos.
Se conoce el nombre de otro de los miembros de la familia de Ethelberto: su hermana Ricole, a la que se hace referencia tanto por parte de Beda como en la Crónica anglosajona como madre de Saeberht, rey de Essex.
Las fechas del nacimiento y ascenso al trono de Kent de Ethelberto son ambas temas de debate. Se cree que Beda, la fuente más antigua que proporciona fechas, había obtenido su información de su correspondencia con Albinus. Beda afirma que cuando Ethelberto murió en 616 había reinado durante cincuenta y seis años, situando su ascenso al trono en 560. Beda también dice que Ethelberto murió veintiún años después de ser bautizado. Se sabe que la misión procedente de Roma de Agustín llegó a Inglaterra en 597, y según Beda, fue esta misión evangelizadora la que logró convertir a Ethelberto al cristianismo. De ahí que las fechas proporcionadas por Beda sean incongruentes. La Crónica anglosajona, una importante fuente para fechas tempranas, es incongruente con Beda y también hay contradicciones entre distintas versiones manuscritas. Juntando todas las fechas diferentes aportadas por la Crónica para el nacimiento, la muerte y la duración de su reinado, aparece que el reinado de Ethelberto pudo haber tenido lugar entre los años 560 y 616, o entre 565 y 618, pero las fuentes que han llegado hasta nuestros días han confundido ambas tradiciones.
Es posible que Ethelberto se convirtiera al cristianismo antes de la llegada de Agustín. La esposa de Ethelberto era cristiana y tenía un obispo franco en su corte para que la atendiera, por lo que Ethelberto podría haber tenido conocimientos sobre el cristianismo antes de que la misión de Agustín llegara a Kent. También es posible que Beda tuviera mal la fecha de la muerte de Ethelberto; si en realidad Ethelberto murió en 618, esto sería coherente con su bautismo en 597, que estaría de acuerdo con la tradición que afirma que Agustín convirtió al rey al año de su llegada.
En su Historia Francorum, Gregorio de Tours escribe que Berta (Bertha), hija de Cariberto I, rey de los francos, se casó con el hijo del rey de Kent, y Beda dice que Ethelberto recibió a Berta "de sus padres". Según las tradiciones para el reinado de Ethelberto, este contrajo matrimonio con Berta antes del año 560 o 565 y si las palabras de Beda se interpretan literalmente, la boda tuvo que tener lugar antes de 567, año de la muerte de Cariberto.
La duración máxima del reinado de Ethelberto también ha sido considerada con recelos por parte de los historiadores; se ha sugerido que Ethelberto murió a los cincuenta y seis años en lugar de en el año cincuenta y seis de su reinado. Esto situaría la fecha de su nacimiento sobre el año 560, y entonces no se habría podido casar hasta mediados de los años 570. Según Gregorio de Tours, Cariberto era rey cuando se casó con Ingoberg, la madre de Berta, y sitúa la boda no antes de 561. Por lo tanto, es improbable que Berta se casara mucho antes de 580 aproximadamente. Estas posteriores fechas para Ethelberto y Berta también resuelven otro posible problema; la hija de Ethelberto, Aethelburh, parece probable que fuera hija de Berta, las fechas tempranas darían a Berta una edad de dieciséis años o más en el momento probable del nacimiento de Aethelburh.
Sin embargo, Gregorio afirma también que creía que Ingoberg tenía setenta años en 589 y esto representaría que tendría unos cuarenta años cuando se casó con Cariberto. Esto, aunque es posible, parece bastante improbable, especialmente cuando parece que Cariberto tenía preferencia por las mujeres jóvenes, de nuevo teniendo en cuenta el relato de Gregorio. Esto implicaría una fecha anterior para el nacimiento de Berta. Por otro lado, Gregorio se refiere a Ethelberto en el tiempo de su boda con Berta simplemente como un "hombre de Kent" mientras que en el pasaje concerniente a 589 sobre la muerte de Ingoberg, que fue escrito sobre 590 o 591, se refiere a Ethelberto como el hijo del rey de Kent. Si esto no es un simple reflejo de la ignorancia de Gregorio respecto a los asuntos de Kent, que parece poco probable debido a las cercanas relaciones entre Kent y el reino franco, entonces esto supondría que el reinado de Ethelberto no pudo haber empezado antes de 589.
Todas las contradicciones presentadas anteriormente no pueden cuadrarse, pero las fechas más probables situarían el nacimiento de Ethelberto sobre en año 560 y la fecha de su matrimonio con Berta sobre 580. Lo más probable es que su reinado podría haber empezado sobre 589 o 590.

## El reino de Kent
La historia posterior de Kent muestra una clara evidencia de la existencia de un sistema de reinado conjunto, con el reino dividido entre Kent oriental y Kent occidental, aunque parece ser que generalmente había un rey dominante. Esta evidencia es menos clara en el periodo inicial, pero hay fueros antiguos, que se sabe que han sido falsificados, que no obstante implican que Ethelberto gobernó como rey adjunto con su hijo Eadbaldo. Podría ser que Ethelberto fuera rey de Kent oriental y Eadbaldo fuera rey de Kent occidental; el rey de Kent oriental parece que era generalmente el rey dominante en la posterior historia de Kent. Gobernara o no junto a su hijo Eadbaldo, no hay duda de que Ethelberto tenía autoridad en todo el reino.
Lo más probable es que la división en dos reinos se remontara al siglo VI; Kent oriental podría haber conquistado Kent occidental y preservar las instituciones y la monarquía como un subreino. Esto era algo común en la Inglaterra anglosajona cuando los reinos más poderosos absorbían a sus vecinos más débiles. Un aspecto inusual del sistema de Kent era que sólo los hijos del rey podían presentar derechos legítimos al trono, aunque esto no eliminó todas las disputas sucesorias.
Las dos localidades principales de ambos reinos fueron Rochester en Kent occidental y Canterbury en Kent oriental. Beda no afirma que Ethelberto tuviera su palacio en Canterbury, pero se refiere a esta ciudad como la "metrópolis" de Ethelberto, por lo que es claro que se trataba de la sede de Ethelberto.

## Relaciones con los francos
Existen muchas indicaciones de las estrechas relaciones entre Kent y los francos. El matrimonio de Ethelberto con Berta conectó ambas cortes, aunque no como iguales: los francos habrían pensado en Ethelberto como un rey de menor rango. No hay ningún documento que muestre que Ethelberto aceptara a un rey continental como señor y como resultado, los historiadores están divididos a la hora de interpretar la verdadera naturaleza de esta relación. La evidencia de un señorío franco sobre Kent proviene de una carta escrita por el papa Gregorio I Magno a Teoderico II, rey de Borgoña, y Teodeberto II, rey de Austrasia. La carta concierne a la misión de Agustín en Kent en el año 597 y en ella el papa Gregorio dice que cree "que vosotros deseáis que vuestros súbditos en todos los respectos se conviertan a la fe que vosotros, sus reyes y señores, profesáis". Podría ser que se tratara de un cumplido en lugar de una descripción de las relaciones entre los reinos. También se ha sugerido que Liudhard, el capellán de Berta, fuera destinado como representante de la iglesia franca en Kent, que podría interpretarse como una evidencia de señorío.
Una posible razón para explicar la voluntad de los francos de asociarse con la corte de Kent es el hecho de que el rey franco, Chilperico I, es recordado por haber conquistado a los teutones a mediados del siglo VI. Si, como parece extraerse del nombre, este pueblo era el formado por los vestigios continentales de los jutos que invadieron Kent, podría ser que el matrimonio fuera un intento de reunificación política, volviendo a conectar distintas ramas de un mismo pueblo. Otro punto de vista sobre el matrimonio puede venir de considerar que Ethelberto aún no era rey de Kent en el momento en que se casó con Berta; podría ser que el apoyo franco, logrado gracias al matrimonio, fue una de las formas por las que logró el trono.
Además de la relación política entre Ethelberto y los francos, hay evidencias abundantes de fuertes relaciones a través del canal de la Mancha. Había un comercio de objetos de lujo entre Kent y los francos, y los objetos funerarios incluían ropas, bebidas y armas que reflejaban la influencia cultural franca. Los entierros en Kent tenían un mayor abanico de objetos importados que los de sus vecinos anglosajones, que no es sorprendente dado su acceso más fácil al comercio; además, los bienes enterrados en las tumbas de Kent son más ricos y más numerosos, que implica que había una buena situación derivada del comercio. También se pueden detectar influencias francas en la organización social y agraria de Kent. Pueden verse otras influencias culturales de los francos en los entierros de Kent, aunque no es necesario asumir que estas fueron traídas directamente por los francos.

## Ascenso al poder

### Bretwalda

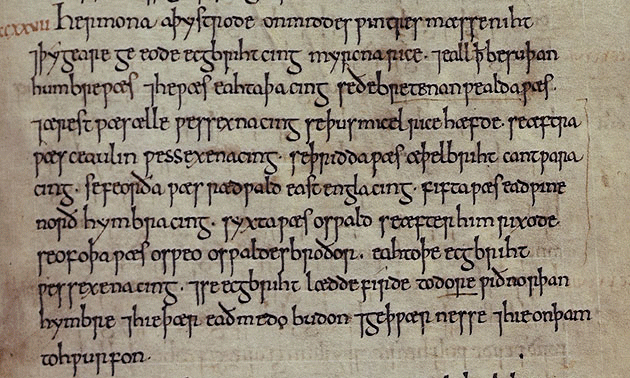
La entrada para el año 827 en el manuscrito [C] (uno de los manuscritos de Abingdon) de la Crónica anglosajona, en la que se listan los ocho bretwaldas. El nombre de Ethelberto, escrito "Æþelbriht", es la antepenúltima palabra de la quinta línea.

En su Historia ecclesiastica gentis Anglorum, Beda incluye una lista de siete reyes que, según afirma, mantuvieron "imperium" sobre el resto de reinos al sur del río Humber. La forma tradicional de traducir "imperium" es "señorío". Beda nombra a Ethelberto en el tercer lugar de la lista, tras Aelle de Sussex y Ceawlin de Wessex. Uno de los cronistas anónimos que compuso una de las crónicas anglosajonas repite la lista de siete reyes dada por Beda en una famosa entrada para el año 827, añadiendo un nuevo rey, Egberto de Wessex. La Crónica también añade que estos reyes ostentaban el título de bretwalda, o gobernante de Britania. Lo que significaba ser un bretwalda ha sido objeto de muchos debates; se ha descrito como un término "de poesía encomiástica", pero también hay evidencias de que éste implicaba un papel de liderazgo militar.
El bretwalda anterior, Ceawlin, es recordado por la Crónica anglosajona por haber luchado contra Ethelberto en 568. La entrada afirma que Ethelberto perdió la batalla y que se vio obligado a retirarse a Kent. Se cree que las fechas para las entradas concernientes a los sajones occidentales en esta sección de la Crónica son poco fiables y un reciente análisis sugiere que es más probable que el reinado de Ceawlin durara entre 581 y 588 aproximadamente en lugar de entre 560 y 592 como afirma la Crónica. La batalla tuvo lugar en "Wibbandun", que puede traducirse como "el monte de Wibba", pero no se conoce su ubicación.
En algún momento Ceawlin dejó de ostentar el título de bretwalda, tal vez tras una batalla en Stoke Lyne, en Oxfordshire, que la Crónica fecha en 584, unos ocho años antes de que fuera depuesto en 592 (de nuevo usando las poco fiables fechas proporcionadas por la Crónica). Con seguridad, Ethelberto fue un gobernante dominante sobre el año 601, cuando Gregorio Magno le escribió urgiéndole a difundir el cristianismo entre los reyes y pueblos sujetos a él, implicando cierto nivel de señorío. Si la batalla de Wibbandum se libró sobre el año 590, tal y como ha sido sugerido, entonces Ethelberto debería haber logrado su posición de señorío en algún momento en los años 590. La fecha de la batalla de Wibbandun es ligeramente incoherente con las fechas propuestas de 581-588 para el reinado de Ceawlin, pero aunque estas fechas no sean precisas, son simplemente las más plausibles entre las fechas disponibles.

### Relaciones con los otros reinos
Además de la prueba de la Crónica anglosajona de que Ethelberto ostentaba el título de bretwalda, hay evidencias de su dominio en varios reinos del sur. En Essex, parece que Ethelberto había estado en posición de ejercer su autoridad hasta poco después de 604, cuando su intervención ayudó a la conversión al cristianismo del rey Saeberht, su sobrino. Fue Ethelberto y no Saeberht quien construyó la iglesia de San Pablo de Londres, en el lugar donde se encuentra la catedral de San Pablo. Otra evidencia es proporcionada por Beda, quien de forma explícita describe a Ethelberto como señor de Saeberht.
Beda describe las relaciones de Ethelberto con Raedwald (también conocido como Redvaldo), rey de Anglia Oriental, en una sección cuyo significado no está completamente claro. Parece decir que Raedwald mantuvo el mando militar de su pueblo, aunque Ethelberto mantenía su señorío. Esto nos indica que el título de bretwalda solía incluir el mando militar en el otro reino, e incluso más que eso, ya que Ethelberto era bretwalda pese a que Raedwald tenía el control de sus tropas. Aunque Raedwald se convirtió al cristianismo en Kent, este no abandonó sus creencias paganas; esto y su independencia militar implicaban que el señorío de Ethelberto sobre Anglia Oriental era mucho más débil que sobre Essex. Sin embargo, una interpretación distinta es que el texto debe ser traducido como "Raedwald, rey de los anglos del este, quien mientras vivió Ethelberto le fue concedido el liderazgo militar de su pueblo"; si esto era la intención de Beda, entonces Anglia Oriental estaba firmemente bajo el señorío de Ethelberto.
No hay evidencias de que la influencia de Ethelberto en otros reinos fuera suficiente como para poder convertir otros reyes al cristianismo, aunque esto es en parte debido a la falta de fuentes, por ejemplo no se conoce nada de la historia de Sussex para la mayor parte de los siglos VII y VIII. Sin embargo, Ethelberto fue capaz de organizar una reunión en el valle del río Severn en 602, en la frontera noroccidental de Wessex, lo que puede ser una indicación de que su influencia se extendía también al oeste. No han llegado hasta nuestros días evidencias de que Kent dominara Mercia, pero se sabe que Mercia era independiente de Northumbria, por lo que es plausible que estuviera bajo el señorío de Kent.

## La misión de Agustín y la cristianización

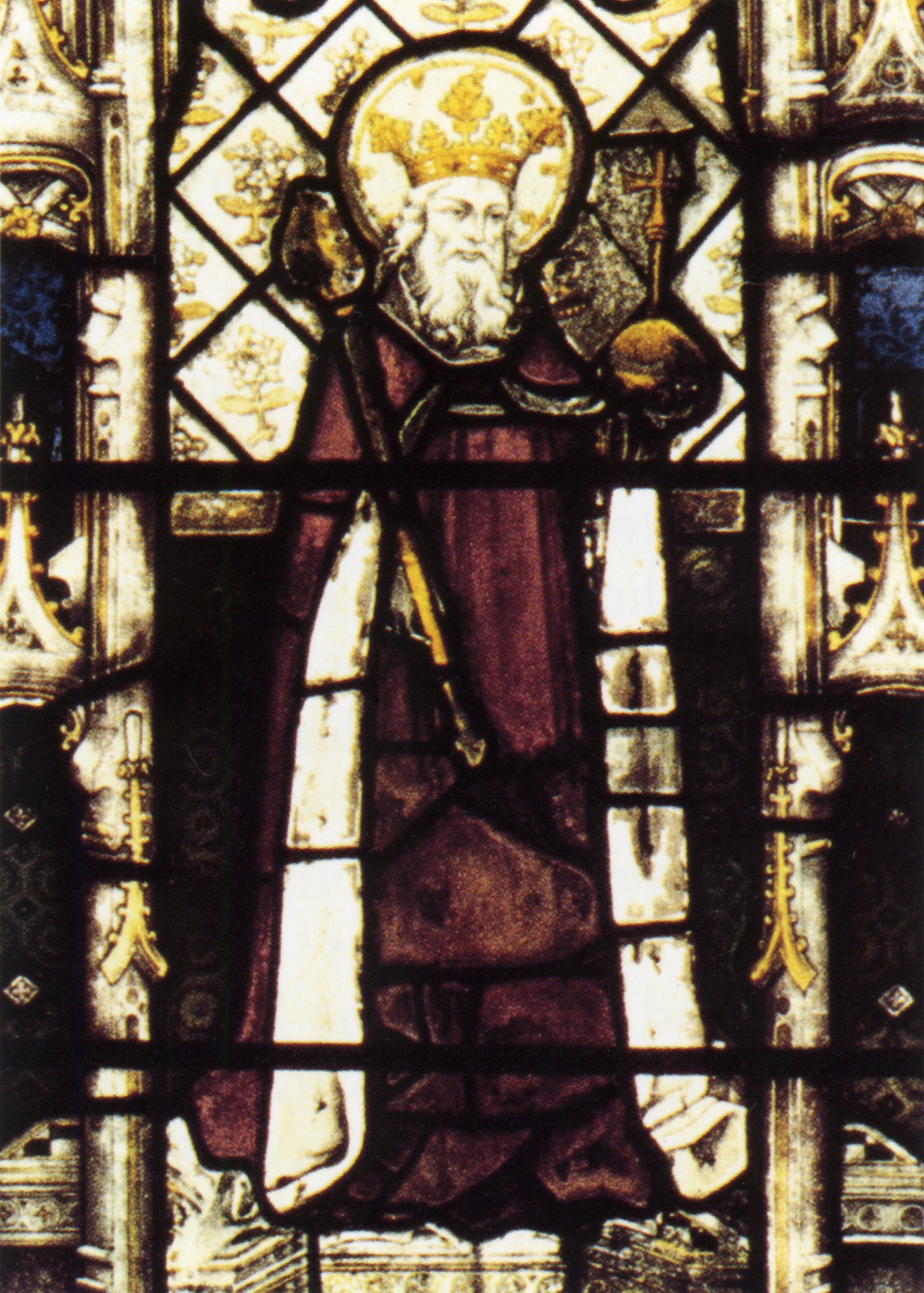
Vidriera de Ethelberto de Kent en la capilla del All Souls College, Oxford

Los britanos nativos se habían convertido al cristianismo durante la época romana. Las invasiones anglosajonas separaron durante siglos la Iglesia británica de la cristiandad europea, por lo que la Iglesia de Roma no tenía presencia o autoridad en Gran Bretaña y de hecho, Roma conocía bien poco de la Iglesia británica e ignoraba cualquier cisma en cuanto a costumbres. Sin embargo, Ethelberto tendría ciertos conocimientos sobre la Iglesia gracias a su esposa franca, Berta, quien había llevado consigo a un obispo, Liudhard, quien construyó una capilla para ella.
En 596, el papa Gregorio I Magno envió a Inglaterra como misionero a Agustín, prior del monasterio de San Andrés en Roma, y en 597, un grupo de unos cuarenta monjes liderados por Agustín llegaron a la isla de Thanet en Kent. Según Beda, Ethelberto fue lo suficientemente desconfiado con los recién llegados hasta el punto de insistir en reunirse con ellos a cielo abierto para prevenir de cualquier brujería que pudieran realizar. Los monjes causaron buena impresión a Ethelberto, pero este no se convirtió de inmediato. Accedió a darles permiso para que la misión se asentara en Canterbury y les dio permiso para predicar.

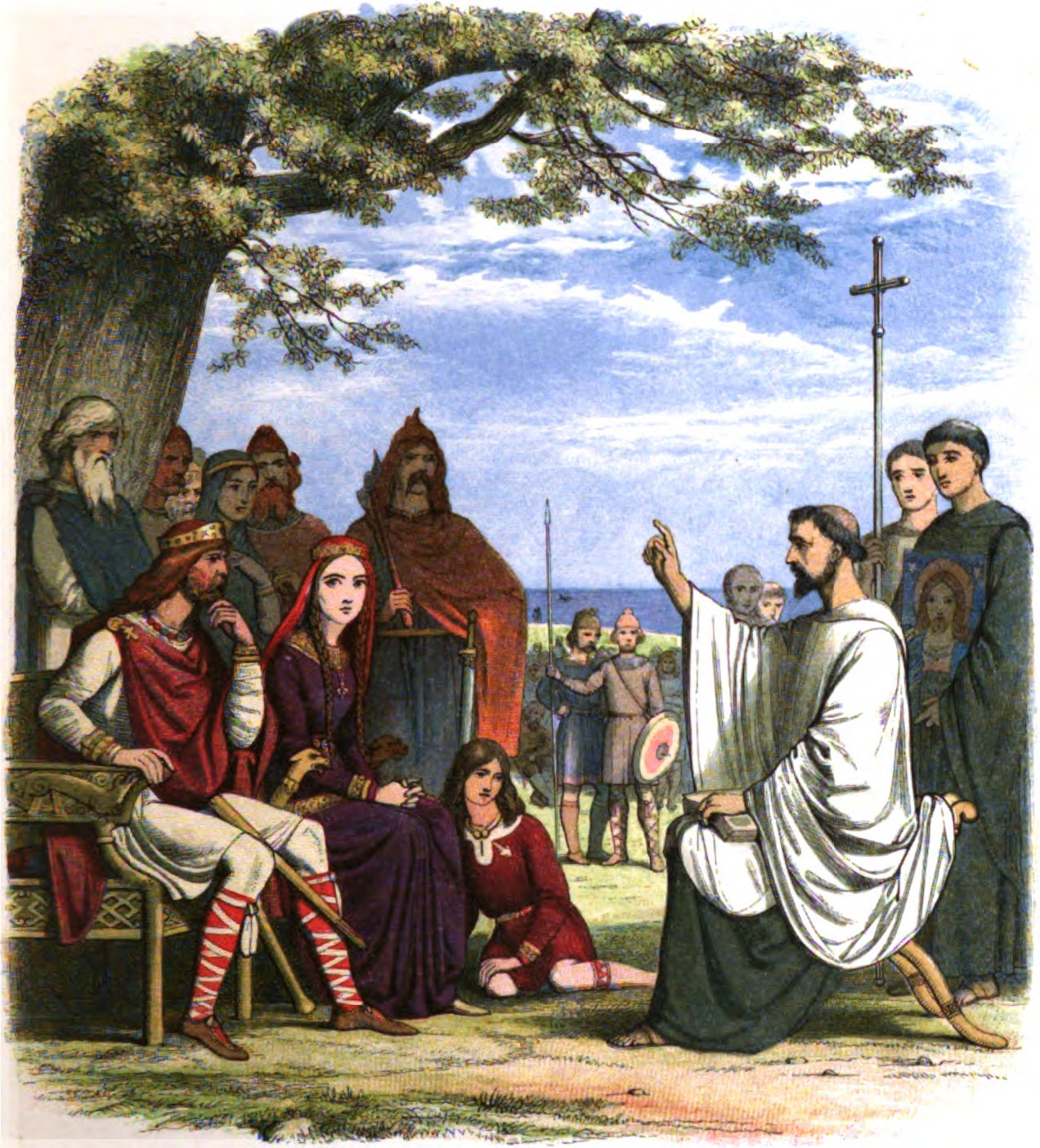
Agustín predicando ante el rey Ethelberto. James William Edmund Doyle (1864).

No se sabe cuándo Ethelberto se convirtió realmente al cristianismo. A pesar de lo que cuenta Beda en su relato, es posible que Ethelberto ya fuera cristiano antes de la llegada de la misión de Agustín. Es probable que Liudhard y Berta presionaran a Ethelberto para que este considerara convertirse al cristianismo antes de la llegada de la misión, y también es posible que una de las condiciones del matrimonio de Ethelberto con Berta fuera que Ethelberto considerara la conversión. Sin embargo, que la conversión se hubiera producido por la influencia de la corte franca podría haber sido visto como un reconocimiento explícito del señorío franco, por lo que es posible que Ethelberto retrasara su conversión hasta poder hacerlo por la vía de la influencia de Roma afirmando su independencia del control franco. También se ha sugerido que la vacilación de Agustín -este regresó a Roma para pedir ser eximido de su misión- es una indicación de que Ethelberto era pagano cuando se envió a Agustín.
Como muy tarde, Ethelberto debió haberse convertido antes del año 601, ya que ese año Gregorio le escribió como rey cristiano. Una vieja tradición apunta que Ethelberto se convirtió el 1 de junio, en el verano del año que llegó Agustín. Saeberht, rey de Essex, también se convirtió al cristianismo gracias a la influencia de Ethelberto, pero hubo límites en la efectividad de la misión. No toda la corte de Kent se convirtió: Eadbaldo, el hijo y heredero de Ethelberto, aún era pagano en el momento de su ascenso al trono. Readwald, rey de Anglia Oriental, sólo se convirtió parcialmente (aparentemente mientras se encontraba en la corte de Ethelberto) y mantuvo un lugar sagrado pagano junto al nuevo altar cristiano. Agustín tampoco tuvo éxito a la hora de ganarse la lealtad del clero británico.

## Código de leyes

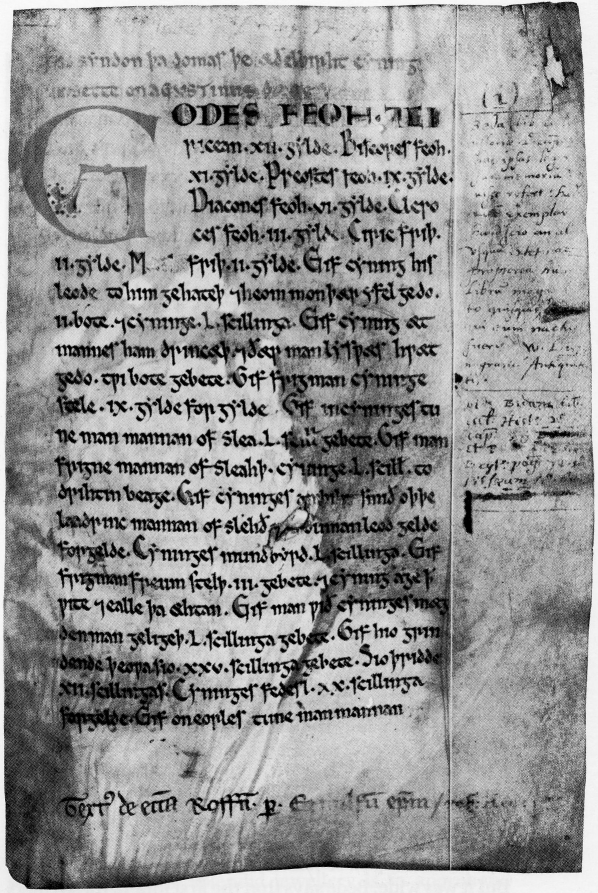
Primera página del manuscrito del conocido como Textus Roffensis, en el que está el código de leyes de Ethelberto.

Algún tiempo después de la llegada de la misión de Agustín, tal vez en 602 o 603, Ethelberto promulgó un conjunto de leyes en noventa secciones. Estas leyes son con mucho el código más antiguo que ha sobrevivido escrito en cualquier lengua germánica (otros pueblos germánicos, como visigodos y francos, los escribieron en latín -Derecho visigodo, Ley Sálica-) y casi con toda certeza sería uno de los primeros documentos escritos en lengua anglosajona, ya que la literatura habría llegado a Inglaterra con la misión de Agustín. El único manuscrito primitivo que ha sobrevivido, conocido como Textus Roffensis, data del siglo XII y se encuentra en Kent Archives Office, en Maidstone.
El código de Ethelberto hace referencia a la iglesia en el primer punto del mismo, en el que se enumeran las compensaciones exigidas por la propiedad de un obispo, un diácono, un sacerdote, etc. pero en todas las leyes se puede apreciar la extraordinaria influencia de los principios cristianos. Beda afirmó que estaban escritas "al modo de los romanos", pero se aprecia poca influencia romana. En cuanto a los asuntos de los súbditos, las leyes han sido comparadas con la Lex Salica de los francos, pero no se cree que Ethelberto basara su código en ningún modelo previo en concreto.
Las leyes se preocuparon por ajustar y aplicar las penas debido a infracciones en todos los estamentos de la sociedad. El rey tenía un interés económico en que se aplicaran las leyes, ya que parte de las multas recaudadas eran para él, pero el rey también era responsable de que se guardara la ley y el orden y una de las formas por las que mantenía el control era evitando duelos de sangre haciendo cumplir las leyes correspondientes a la gravedad del agravio. Las leyes de Ethelberto son mencionadas por Alfredo el Grande, quien compiló sus propias leyes, haciendo uso de los códigos anteriores creados por Ethelberto, Offa de Mercia e Ine de Wessex.
Una de las leyes de Ethelberto parece conservar un vestigio de una antigua costumbre: el tercer punto del código expone que "si el rey se encuentra bebiendo en la casa de un hombre y alguien comete alguna maldad allí, éste deberá pagar el doble de la compensación". Probablemente, esto se refiere a la antigua costumbre por la que el rey viajaba por el país, siendo hospedado y atendido por sus súbditos allá donde fuera. Los siervos del rey mantuvieron estos derechos hasta siglos después de la muerte de Ethelberto.
Los puntos del código que van del 77 al 88 han sido interpretados como una descripción de los derechos económicos de una mujer después de un divorcio o separación legal. Estas cláusulas definían cuantos enseres domésticos podía quedarse la mujer en diferentes circunstancias, dependiendo por ejemplo de si ella se quedaba con la custodia de los hijos. Sin embargo, se ha sugerido recientemente que sería más correcto interpretar estas cláusulas como referidas a una mujer que enviudaba y no que se divorciaba.

## Comercio y monedas

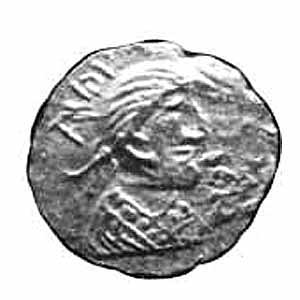
Thrymsa, moneda acuñada durante el reinado de Eadbaldo, hijo de Ethelberto; no se ha hallado ninguna moneda con el nombre de Ethelberto de Kent, aunque pudieron haber sido acuñadas durante su reinado.

Hay menos pruebas documentales sobre el carácter del comercio en Kent durante el reinado de Ethelberto. Se sabe que los reyes de Kent establecieron el control real sobre el comercio a finales del siglo VII, pero no se sabe cuándo empezó este control. Hay pruebas arqueológicas que sugieren que la influencia real sobre el comercio data de antes de cualquier fuente escrita. Se ha sugerido que uno de los logros de Ethelberto fue conseguir el control del comercio sin contar con la aristocracia y convertirlo en monopolio real. El comercio continental proporcionó a Kent acceso a artículos de lujo que dieron a Kent una ventaja al comerciar con las otras naciones anglosajonas y los ingresos provenientes del comercio eran importantes ya de por sí.
La manufactura elaborada en Kent antes del año 600 incluía vasos de vidrio y joyas; los joyeros de Kent eran tremendamente habilidosos y antes del final del siglo VI lograron tener acceso al oro. Se han encontrado objetos de Kent en cementerios del otro lado del canal de la Mancha, e incluso más lejos, en la desembocadura del Loira. No se sabe con que comerciaba Kent para tener toda esta riqueza, pero parece muy probable que existiera un floreciente comercio de esclavos. Bien podría ser que esta riqueza fuera la base con la que Ethelberto logró su poder, aunque su señorío y el derecho asociado para reclamar tributos habrían contribuido a su riqueza.
Podría haber sido durante el reinado de Ethelberto cuando se acuñaron las primeras monedas: que no llevaban su nombre, pero se cree probable que las primeras monedas procedan de antes del siglo VI. Estas monedas eran de oro y probablemente eran los chelines (scillingas en inglés antiguo) que son mencionados en las leyes de Ethelberto. Estas monedas también son conocidas en la numismática con "thrymsas".

## Muerte y sucesión
Ethelberto murió el 24 de febrero de 616 y fue sucedido por su hijo Eadbaldo, quien no era cristiano (Beda afirma que se había convertido pero volvió a sus creencias paganas) aunque en última instancia se convirtió al cristianismo. Eadbaldo escandalizó a la iglesia al casarse con su madrastra, acto contrario a la ley de la Iglesia, y rechazó el bautismo. Saeberht de Essex también murió sobre ese tiempo y fue sucedido por tres hijos, ninguno de ellos cristiano; la posterior revuelta contra el cristianismo y la expulsión de su obispo Mellitus, podrían haber sido una reacción al señorío de Kent tras la muerte de Ethelberto más que como una oposición pagana al cristianismo.
Además de Eadbaldo, es posible que Ethelberto tuviera otro hijo, Aethelwald. El indicio de esto se encuentra en una carta papal a Justo, arzobispo de Canterbury entre 619 y 625, en la que se hace referencia a un rey llamado Aduluald y que aparentemente es distinto de Audubald, que hace referencia a Eadbaldo. Los expertos modernos no logran ponerse de acuerdo en la forma de interpretar esto: "Aduluald" podría interpretarse como una representación de "Aethelwald", y por lo tanto podría ser indicativo de la existencia de otro monarca, tal vez un rey auxiliar de Kent occidental; o podría ser simplemente un error de un escribiente y se referiría a Eadbaldo.
Posteriormente, Ethelberto fue canonizado por su papel en el establecimiento del cristianismo entre los anglosajones. Su festividad se celebraba originalmente el 24 de febrero, pero se cambió al día 25. Su esposa, la princesa merovingia Berta, es también venerada como santa.